# Browar Artezan

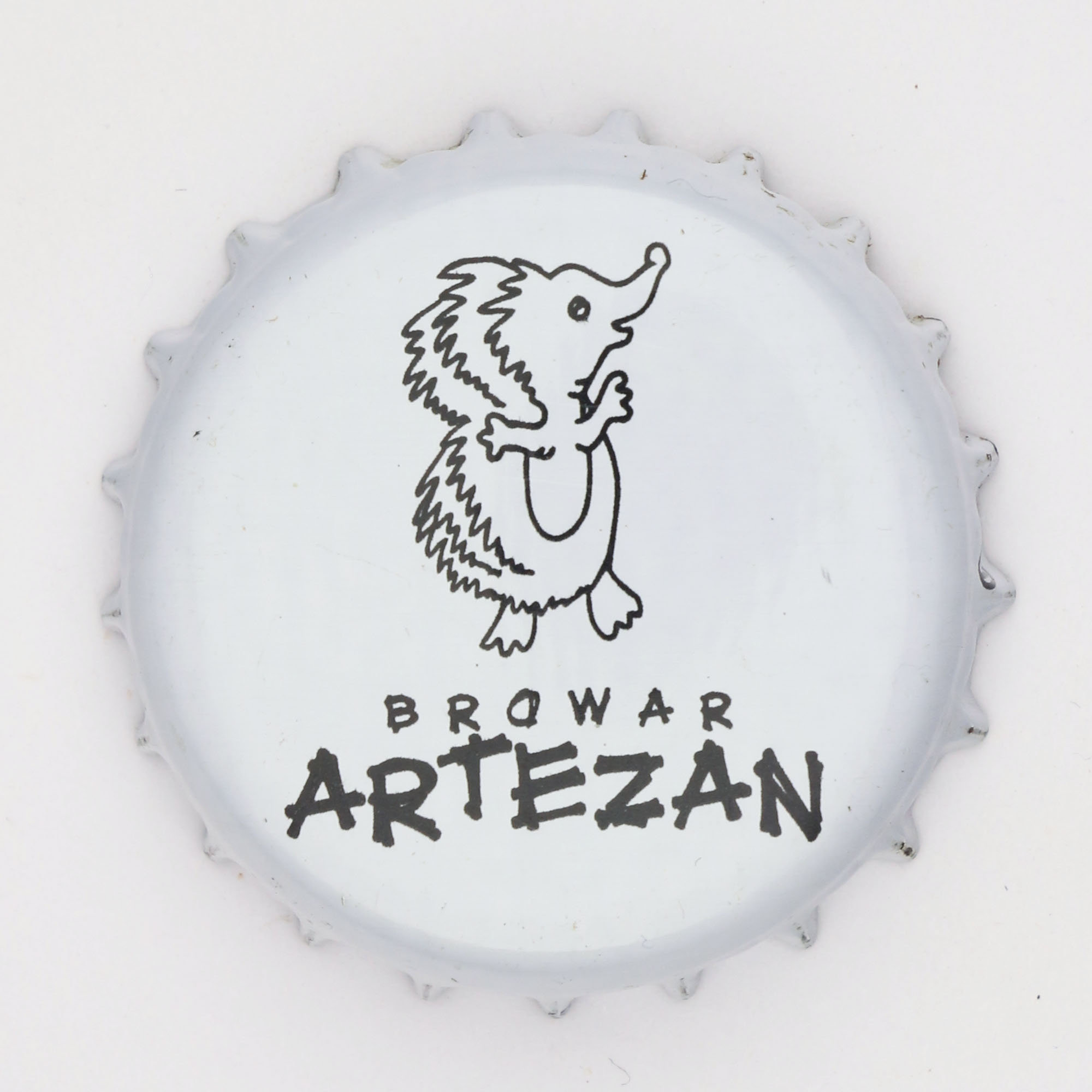
Kapsel browaru Artezan

Browar Artezan – browar rzemieślniczy zlokalizowany w Błoniu koło Warszawy, profesjonalnym warzeniem piwa zajmuje się od 2012 roku – czyli od początków piwnej rewolucji w Polsce. Wtedy otwarty został pierwszy browar w Natolinie, którego moce produkcyjne szybko okazały się zbyt małe, by sprostać potrzebom odbiorców.

## Historia
Browar został założony w 2012 roku w Natolinie. Stworzyło go trzech pasjonatów, wcześniej zajmujących się piwowarstwem domowym. Pierwsze warki zostały uwarzone w zakładzie 2 i 3 czerwca 2012 roku. Premiera piw z browaru miała miejsce 15 czerwca 2012 roku podczas X Festiwalu Birofilia w Żywcu. 
Następnie w 2015 roku browar został przeniesiony do Błonia, co pozwoliło na zwiększenie mocy produkcyjnych do około 3000 hl rocznie i wykorzystanie nowocześniejszego sprzętu.

## Portfolio marek
- Pacific Pale Ale jest to piwo jasne górnej fermentacji, którego aromat jest zbudowany przez odmiany chmieli amerykańskich i australijskich, wnoszących cały wachlarz zapachów owoców tropikalnych: od cięższych, grapefruitowych, poprzez egzotyczne mango i marakuję, aż po rześkie pomarańczowe i cytrynowe.
- Cymbopogon - lekkie, piwo pszeniczne o łagodnym smaku oraz cytrusowym i ziołowym aromacie. Warzone z dodatkiem trawy cytrynowej, chmielone odmianami Motueka, Rakau (NZ) i Perle.
- MERA IPA - jasne, wytrawne piwo z przyjemnym złożonym aromatem owoców egzotycznych i cytrusów. Wyraźna goryczka, dobrze wkomponowana w posmaki owocowe nie umniejsza pijalności.
- Czarna Wołga - stout z m.in. płatkami owsianymi, trzema rodzajami słodów palonych w zasypie. Mocno kawowy, czekoladowy, jednocześnie delikatny i aksamitny w smaku.
- Białe IPA - połączenie mocno chmielonego piwa amerykańskimi odmianami, z pszenicą i przyprawami znanymi z belgijskiego witbiera: skórką pomarańczy i kolendrą.
- Bałwan - lekkie, mętne i orzeźwiające Pale Ale z wyraźnym aromatem owoców tropikalnych, krótką, średnio intensywną goryczką. Warzone m.in. z dodatkiem płatków owsianych, które zapewniają mu gładkość i ciało, którego często brakuje lekkim piwom.
- Dodo - to jasne piwo typu IPA, które swój owocowy smak zapewnia chmieleniem amerykańskimi odmianami oraz dodatkiem mango, marakui i gujawy. Chmielenie na zimno zapewnia mu niezwykle intensywny aromat, a dodatek mielonych owoców oprócz smaku, soczystość oraz gęstą konsystencję.